# Fumaria burnatii
Fumaria burnatii là một loài thực vật có hoa trong họ Anh túc. Loài này được Verg. mô tả khoa học đầu tiên năm 1904.